# Lehnerz
Lehnerz ist ein Stadtteil der osthessischen Stadt Fulda.

## Geographie

### Ausdehnung und Lage
Lehnerz liegt etwa 3,3 km (Luftlinie) nordöstlich der Fuldaer Innenstadt auf dem Nordwesthang des Rauschenberges (471,3 m ü. NHN), auf etwa 300 bis 360 m Höhe (Ortskern 334 m); auf dem zum Großteil zur südsüdöstlich benachbarten Gemeinde Petersberg gehörenden Rauschenberg steht ein Aussichtsturm. Westlich der Ortschaft fließt der kleine Lehnerzbach. Das nördlich von Lehnerz gelegene und zu dessen 6,67 km² großer Gemarkung gehörende Gebiet heißt Im Grund und wird vom Lehnerzgraben durchflossen. Nordwestlich von Im Grund liegt als Südflanke des Fulda-Haune-Tafellands der Lehnerzberg. Zur Gemarkung von Lehnerz gehört auch ein etwa 3 km² großes Gebiet im Michelsrombacher Wald (Staatsforst Fulda-Nord), das durch einen schmalen Korridor mit dem Rest der Gemarkung verbunden ist. Der höchste Punkt der Gemarkung befindet sich auf dem Mühlberg (435,2 m) dessen Südausläufer der Hummelskopf mit dem Fernmeldeturm Hummelskopf ist, und der tiefste liegt Im Grund (297 m).

### Nachbarortschaften
Nachbarortschaften sind im Norden der Stadtteil Dietershan, im Nordosten Steinau, etwa im Osten Almendorf und Stöckels, im Südsüdosten der Kernort der Gemeinde Petersberg, im Südwesten das innerstädtische Viertel Nordend und im Westen der Stadtteil Niesig.

### Klima
Das Klima in Lehnerz ist etwas kühler und niederschlagsreicher als das von Fulda. Im Jahresschnitt ist es 8,0 °C warm und es regnet 736,7 mm. Der kälteste Monat ist der Januar mit −0,3 °C, der wärmste der Juli mit 17,0 °C (Mittel 1971–2000). Der niederschlagsärmste Monat ist der Februar mit 43,9 mm, der niederschlagsreichste der Juli mit 79,0 mm (Mittel 1971–2000). Die Sonne scheint an 1455,4 Stunden im Jahr. Der sonnenscheinärmste Monat ist der Dezember mit 29,5 Stunden, der sonnenscheinreichste ist der Juli mit 205,9 Stunden. Damit scheint die Sonne in Lehnerz rund 100 Stunden länger als in der Innenstadt von Fulda. Das liegt maßgeblich daran, dass Lehnerz erhöht liegt und dort fast immer die Sonne scheint, wenn es in der Innenstadt Nebel gibt. Dieser Unterschied wird vor allem in den Wintermonaten deutlich.
|                        | Jan  | Feb  | Mär  | Apr  | Mai  | Jun  | Jul  | Aug  | Sep  | Okt  | Nov  | Dez  |   |       |
| Mittl. Temperatur (°C) | −0,3 | 0,4  | 3,8  | 7,0  | 11,9 | 14,6 | 17,0 | 16,3 | 12,7 | 8,1  | 3,6  | 0,9  | ⌀ | 8     |
|                        |      |      |      |      |      |      |      |      |      |      |      |      |   |       |
| Niederschlag (mm)      | 54,7 | 43,9 | 56,0 | 52,9 | 63,3 | 76,7 | 79,0 | 62,6 | 55,0 | 58,4 | 63,5 | 70,7 | Σ | 736,7 |
|                        |      |      |      |      |      |      |      |      |      |      |      |      |   |       |
| Sonnenstunden (h/d)    | 1,3  | 2,4  | 3,5  | 5,3  | 6,3  | 6,1  | 6,6  | 6,3  | 4,4  | 3,1  | 1,5  | 1,0  | ⌀ | 4     |

|  |

|  |

|  |

|  |

|  |

|  |

|  |

|  |

|  |

|  |

|  |

|  |

|  |

|  |

|  |

|  |

|  |

|  |

|  |

|  |

|  |

|  |

|  |

|  |

| N i e d e r s c h l a g | 54,7 | 43,9 | 56,0 | 52,9 | 63,3 | 76,7 | 79,0 | 62,6 | 55,0 | 58,4 | 63,5 | 70,7 |
|                         | Jan  | Feb  | Mär  | Apr  | Mai  | Jun  | Jul  | Aug  | Sep  | Okt  | Nov  | Dez  |

## Geschichte
Lehnerz war bis 1972 eine selbständige Gemeinde. Wahrzeichen sind die 1977 geweihte neue Kirche und die 1887 erbaute Grillenburg, die heute ein Restaurant mit Hotel beherbergt. Sie liegt auf dem sogenannten „Esparküppel“. Vor der Grillenburg befand sich ein barocker Pavillon auf dem Hügel. Der Leipziger Hof, heute eine Gaststätte, liegt an der Leipziger Straße, einer ehemaligen Handelsstraße zwischen Frankfurt und Leipzig. An dieser stand der „Weiße Turm“. Der ehemalige Wartturm ist heute nicht mehr erhalten.
Erstmals ist Lehnerz in einem Erbkaufbrief aus dem Jahr 1541 als „Lenters“ = Hof des Lentrich oder des Caspar Ledenther erwähnt. Von 1802 bis 1957 gehörte es zur Dompfarrei, von 1957 bis 1963 war es eine Lokalkaplanei, von 1963 bis 1976 eine Pfarrkuratie und seit 1976 ist es eine eigene Pfarrei. Die erste Kirche wurde 1923 auf dem heutigen Parkplatz zwischen Schule und Leipziger Hof erbaut und von 1926 bis 1928 ausgebaut. Nach dem Bau einer neuen Kirche in den Jahren 1976/77 wurde die alte Kirche abgerissen. Der Friedhof, der auf einer kleinen, bebauten Anhöhe am Nordostrand von Lehnerz liegt, wurde in den 1950er Jahren angelegt. Der 1953 verstorbene ehemalige Bürgermeister Ferdinand Reinhard war die erste Person, die auf dem Friedhof begraben wurde. Auf dem Gelände befinden sich die Friedhofshalle (1981/82) und die Marienkapelle (erbaut in den 1950er Jahren). Davor wurden die Lehnerzer am Frauenberg begraben.
Der letzte Richtplatz der Stadt Fulda befand sich am „Rabenstein“, etwa 200 Meter östlich des heutigen Friedhofs. Die letzte Hinrichtung fand am 21. November 1856 statt. Ein antiker Grabhügel aus der Bronzezeit befindet sich nordöstlich des Dorfes.
Am 1. August 1972 wurde die bis dahin selbständige Gemeinde Lehnerz im Zuge der Gebietsreform in Hessen kraft Landesgesetz in die Stadt Fulda eingegliedert.

## Bevölkerung

### Einwohnerentwicklung
Quelle: Historisches Ortslexikon
| • 1789: | 7 Nachbarn und 3 Beisassen |
| • 1812: | 10 Feuerstellen, 76 Seelen |

| Lehnerz: Einwohnerzahlen von 1812 bis 2017 | Lehnerz: Einwohnerzahlen von 1812 bis 2017 | Lehnerz: Einwohnerzahlen von 1812 bis 2017 | Lehnerz: Einwohnerzahlen von 1812 bis 2017 | Lehnerz: Einwohnerzahlen von 1812 bis 2017 |
| --- | ------------------------------------------ | ------------------------------------------ | ------------------------------------------ | ------------------------------------------ |
| Jahr |                                            |                                            |                                            | Einwohner                                  |
| 1812 | 1812                                       |                                            | 76                                         | 76                                         |
| 1834 | 1834                                       |                                            | 99                                         | 99                                         |
| 1840 | 1840                                       |                                            | 104                                        | 104                                        |
| 1846 | 1846                                       |                                            | 107                                        | 107                                        |
| 1852 | 1852                                       |                                            | 120                                        | 120                                        |
| 1858 | 1858                                       |                                            | 96                                         | 96                                         |
| 1864 | 1864                                       |                                            | 122                                        | 122                                        |
| 1871 | 1871                                       |                                            | 95                                         | 95                                         |
| 1875 | 1875                                       |                                            | 109                                        | 109                                        |
| 1885 | 1885                                       |                                            | 121                                        | 121                                        |
| 1895 | 1895                                       |                                            | 116                                        | 116                                        |
| 1905 | 1905                                       |                                            | 149                                        | 149                                        |
| 1910 | 1910                                       |                                            | 178                                        | 178                                        |
| 1925 | 1925                                       |                                            | 243                                        | 243                                        |
| 1939 | 1939                                       |                                            | 309                                        | 309                                        |
| 1946 | 1946                                       |                                            | 470                                        | 470                                        |
| 1950 | 1950                                       |                                            | 496                                        | 496                                        |
| 1956 | 1956                                       |                                            | 761                                        | 761                                        |
| 1961 | 1961                                       |                                            | 1.104                                      | 1.104                                      |
| 1967 | 1967                                       |                                            | 1.562                                      | 1.562                                      |
| 1970 | 1970                                       |                                            | 1.660                                      | 1.660                                      |
| 1988 | 1988                                       |                                            | 1.629                                      | 1.629                                      |
| 2010 | 2010                                       |                                            | 1.645                                      | 1.645                                      |
| 2013 | 2013                                       |                                            | 1.662                                      | 1.662                                      |
| 2015 | 2015                                       |                                            | 1.704                                      | 1.704                                      |
| 2016 | 2016                                       |                                            | 1.668                                      | 1.668                                      |
| 2017 | 2017                                       |                                            | 1.683                                      | 1.683                                      |
| Datenquelle: Historisches Gemeindeverzeichnis für Hessen: Die Bevölkerung der Gemeinden 1834 bis 1967. Wiesbaden: Hessisches Statistisches Landesamt, 1968. Weitere Quellen: ; 2010,2012,2015: |                                            |                                            |                                            |                                            |

Im Jahr 1845 existierten 13 Gebäude mit 96 Einwohnern, im Jahr 1900 waren es 16 Gebäude mit 116 Einwohnern und im Jahr 1969 waren es 133 Gebäude mit 225 Wohnungen und 1716 Einwohnern.
Laut Statistikstelle der Stadt Fulda weist Lehnerz im Jahr 2010 bei einer Einwohnerzahl von 1645 eine Bevölkerungsdichte von 246 Einwohnern pro Quadratkilometer auf. Diese liegt unter dem Durchschnitt für die Stadt Fulda, der bei rund 650 Einwohnern pro Quadratkilometer liegt. Dabei muss aber berücksichtigt werden, dass lediglich ein kleiner Teil (rund 0,5 km²) im äußersten Süden des Gemeindegebiets besiedelt ist.

### Demografie
Lehnerz gilt als überaltert. Nur 17 % der Wohnbevölkerung sind unter 18 Jahren alt, während aber 20 % über 65 Jahre alt sind. 6 % sind sogar 80 Jahre oder älter. Der Großteil der Lehnerzer Bevölkerung (63 %) ist zwischen 18 und 64 Jahren alt.

### Religionszugehörigkeit
Quelle: Historisches Ortslexikon
| • 1885: | 003 evangelische (= 2,48 %), 118 katholische (= 97,52 %) Einwohner  |
| • 1961: | 221 evangelische (= 20,02 %), 877 katholische (= 79,44 %) Einwohner |

## Wappen
| Wappen von Lehnerz | Blasonierung: „Der gespaltene Schild zeigt vorne in Silber ein schwarzes Kreuz und hinten in rot auf grünem Dreiberg einen weißen, gezinnten Turm.“                                         |
| Wappen von Lehnerz | Das Wappen wurde der Gemeinde Lehnerz am 1. Juni 1970 verliehen. Es zeigt vorne das Fuldaer Kreuz, der Turm im hinteren Feld stellt den „Weißen Turm“ da, einen ehemaligen Wartturm im Ort. |

Gleichzeitig wurde eine Flagge genehmigt, die wie folgt beschrieben wird: Die Flagge wiederholt das Wappen auf einer breiten, weißen Mittelbahn, die von zwei schmalen, roten Seitenstreifen eingefaßt ist.

## Vereine
Der TSV 1965 Lehnerz e. V. ist der Sportverein des Stadtteils. Er betreut mit seinen 530 Mitgliedern etwa 150 junge Menschen in der Fußballabteilung sowie 220 in der Turnabteilung und arbeitet damit für den Breitensport. Er fördert gleichzeitig das Gemeinschaftsleben innerhalb des Stadtteils. Überregional erfolgreich ist die Fußball-Abteilung, die in der Saison 2012/13 den Aufstieg in die Hessenliga schaffte. 2018 vereinigte sie sich mit Borussia Fulda, unter dem Namen SG Barockstadt Fulda-Lehnerz spielt der Verein in der Regionalliga Südwest.
Die Freiwillige Feuerwehr ist seit über 75 Jahren im Ort etabliert. Im Jahr 2005 ist sie zusammen mit der Freiwilligen Feuerwehr Fulda-Niesig in den Feuerwehrstützpunkt Fulda-Nord eingezogen. Seither besteht die Einsatzabteilung aus 60 Feuerwehrangehörigen und einer Jugendfeuerwehr mit 20 Jugendlichen.

## Infrastruktur und Verkehr
In Lehnerz gibt es einige Gaststätten, eine Kirche, einen Friedhof, eine Bank, mehrere Lebensmittelläden, einen Floristen, mehrere Bäcker und Arztpraxen. Die Bundesstraße 27 führt westlich an der Ortschaft vorbei und unterquert an der Anschlussstelle Fulda-Nord die Bundesautobahn 7. Lehnerz ist durch die Stadtbuslinien 6 Bronnzell–Marbach an die Fuldaer Kernstadt angeschlossen.
Die Verkehrssysteme von Lehnerz sind häufig wegen unzureichendem Ausbau überlastet. Vor allem der Berufsverkehr in Richtung Rhön und in den nördlichen Kreisteil führt durch Lehnerz. So fahren auf den drei Lehnerzer Hauptstraßen (nach Norden, Süden, Osten und Westen) durchschnittlich 18.000 Fahrzeuge pro Tag. Zudem liegt Lehnerz zwischen zwei Hauptverkehrsachsen, B 27 und A 7 (beide in Nord-Süd-Richtung). Diese nutzen dort zusammen noch einmal rund 68.000 Autos am Tag. Lärmschutzwälle sind nicht vorhanden. Die Lärmbelastung ist während der Hauptverkehrszeiten fast überall im Dorf deutlich über den EU-Grenzwerten.